# Hemorrhois ravergieri
Hemorrhois ravergieri là một loài rắn trong họ Rắn nước. Loài này được Ménétries mô tả khoa học đầu tiên năm 1832.